# Chaos Ridden Years - Stockholm Knockout Live
Chaos Ridden Years - Stockholm Knockout Live es un álbum en vivo de la banda finesa de heavy metal Children of Bodom. Fue lanzado bajo el sello de Spinefarm Records con el nombre de Chaos Ridden Years y en octubre del 2006, lanzan una versión en DVD llamada Stockholm Knockout Live - Chaos Ridden Years. El álbum es un concierto en vivo en Estocolmo, Suecia y contiene; un documental de la banda, el detrás de las cámaras del álbum, escenas eliminadas, una galería de fotos, y siete vídeos promocionales.

## Lista de canciones
Chaos Ridden Years 
Disco 1:
1. "Living Dead Beat" − 4:51
2. "Sixpounder" − 4:36
3. "Silent Night, Bodom Night" − 3:40
4. "Hate Me!" − 5:36
5. "We're Not Gonna Fall" − 3:54
6. "Angels Don't Kill" − 5:15
7. "Deadbeats I" − 4:46 (solo de batería)
8. "Bodom After Midnight / Bodom Beach Terror" − 8:38
9. "Follow the Reaper" − 5:28

Disco 2:
1. "Needled 24/7" − 4:27
2. "Clash of the Booze Brothers" − 7:35
3. "In Your Face" − 5:32
4. "Hate Crew Deathroll" − 6:02
5. "Are You Dead Yet?" − 4:40
6. "Roope Latvala" (solo de guitarra) − 1:21
7. "Lake Bodom" − 4:38
8. "Everytime I Die" − 5:23
9. "Downfall" − 7:14

Stockholm Knockout Live
- Chaos Ridden Years: The Children of Bodom Documentary
- Making of Stockholm Knockout Live
- Deleted Scenes
- Photo Gallery
- Promotional Videos:
  - "Are You Dead Yet?"
  - "Downfall"
  - "Deadnight Warrior"
  - "Everytime I Die"
  - "In Your Face"
  - "Sixpounder"
  - "Trashed, Lost & Strungout"

## Posicionamiento
| Lista (2006)                        | Posición |
| ----------------------------------- | -------- |
| Finlandia (Suomen Virallinen Lista) | 1        |